# 坂下津産業団地 (予科練跡)
坂下津産業団地（さかしづさんぎょうだんち）とは、愛媛県宇和島市の宇和島坂下津IC北側に広がる産業団地。敷地約15万m2余。この地は戦時中の予科練教育航空隊である宇和島海軍航空隊の基地跡地である。

## 日振新田～工場誘致

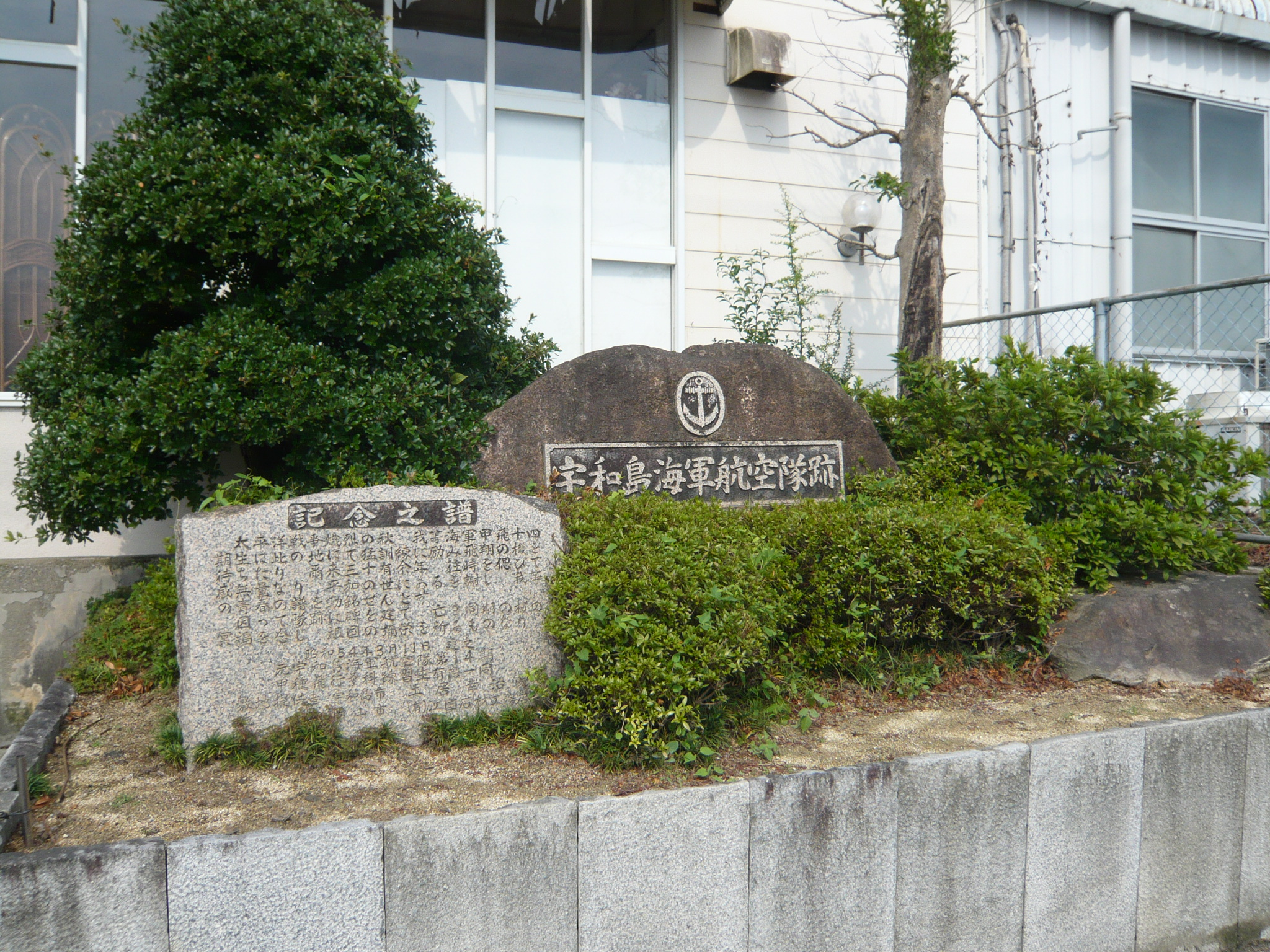
旧宇和島海軍航空隊跡石碑

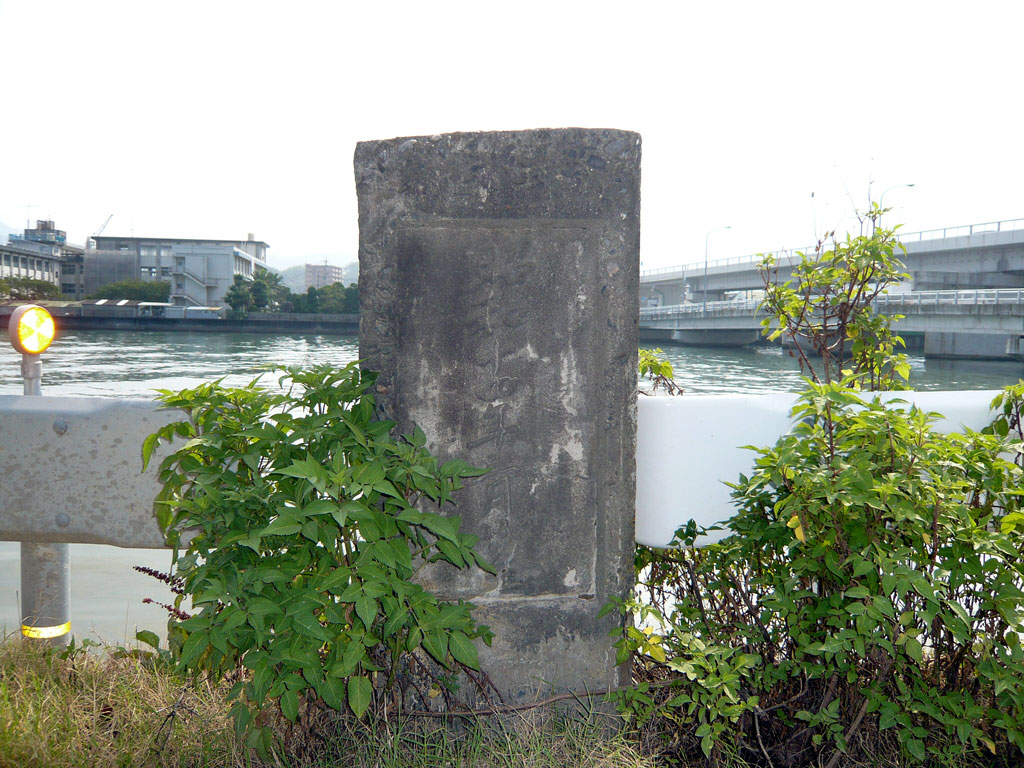
板島橋の残存親柱・昭和十四年三月の文字が

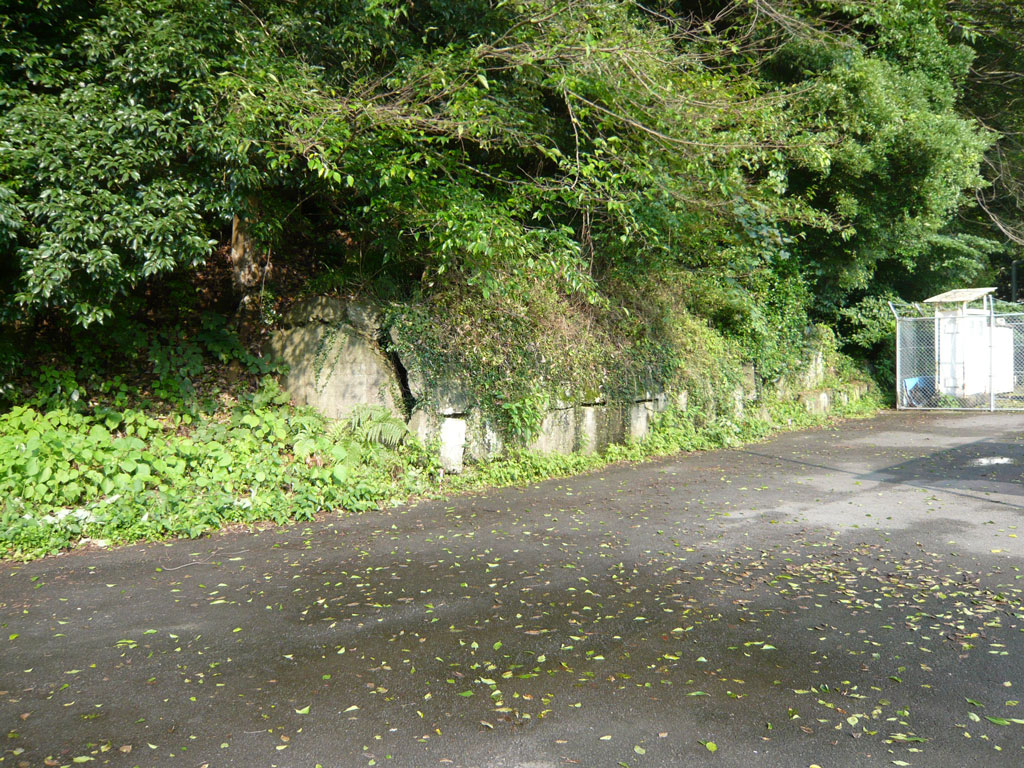
旧火薬庫

藩政時代に「日振新田」として干拓していた土地である。1934年（昭和9年）に九島村を編入合併した宇和島市が、所有者の伊達家より買収して埋め立てて1936年（昭和11年）に「近江帆布」（後に戦時統合で敷島紡績と改名）を誘致し操業させた。1944年（昭和19年）に海軍に接収され「松山海軍航空隊宇和島分遣隊」となった。現在の「産業団地」に姿を変えたのは、1967年、宇和島市が敷島紡績から買い戻し、北の坂下津岸壁（木材などの荷揚港）と共に整備されてから以後である。

## 予科練
戦時中は宇和島海軍航空隊として接収された。終戦間際の1945年8月8日、兵舎に落とされた爆弾は、翌日長崎市に投下された原爆と同サイズのため、原爆投下の訓練ではなかったかと言う指摘もある。これにより練習生5名を含む多数が死亡した。爆弾が湿地帯に落とされたため、くぼみに水がたまり、1970年代に整備されるまで現存し、地元では「爆弾池」と呼ばれた。（現在の南予ガス協業組合あたりと思われる）予科練としての面影は、現在はほとんど残っていないが、丸幸家具の敷地に記念碑と、伊達温泉自動販売機の裏に旧火薬庫が現存している。また予科練のシンボルであった旧「板島橋」の親柱が産業団地側にそのまま残っている。対岸の柱は宇和島水産高校前の川底に沈んでいたが引き上げられ、現在は宇和島市立歴史資料館に保管されている。

## 終戦直後～産業団地
戦後、海軍航空隊が解体された後も、帰ることができなかった練習生（台湾や朝鮮半島など外地から来た練習生）が司令官鵜飼大佐の指導の下、しばらく農業をしながら自給自足の生活をしていたり、また空襲で焼けた鶴島国民学校、中央国民学校、宇和島商工学校（県立）の臨時校舎として使われ、そのまま戦後の学制改革を迎えた（故に宇和島市の城南中学校、城北中学校開校の地はここである）。その後も戦後四半世紀の間放置されて当時の原型を留め、そのため通学通勤の近道、子供の遊び場、昆虫採取、潅木の採取（燃料として）など長く市民が自由に立入ることができた。湿地帯が多かったため食用蛙やアカネトンボの生息地でもあった。
そのためか、地元の古老の中には、今でもこの地域を親しみをこめて「予科練」インター近くにある「板島橋」を「予科練橋」と呼ぶ人も存在する。

## 年表
- 1934年 (昭和 9年) - 宇和島市が九島村を編入合併。
- 1936年 (昭和11年) - 近江帆布の工場を誘致。
- 1944年 (昭和19年) 3月15日 - 敷島紡績宇和島工場を海軍が接収し、松山海軍航空隊宇和島分遣隊が発足。
- 1945年 (昭和20年)
  - 3月1日 - 宇和島海軍航空隊が発足。
  - 6月1日 - 予科教育訓練凍結。
  - 7月15日 - 部隊解隊。
  - 8月8日 - 兵舎に爆弾が投下され、多数の死者が出る。
- 1946年 (昭和21年) 4月1日 - 2年前に宇和島市立宇和島商業学校を吸収合併した愛媛県立宇和島工業学校が、愛媛県立宇和島商工学校に改称。
- 1947年 (昭和22年) 4月1日 - 宇和島市立城南中学校開校。
- 1967年 (昭和42年) - 宇和島市が土地を敷島紡績から買い戻す。この後、工業団地としての開発が進められる。
- 1998年（平成10年）3月20日 - 宇和島道路のうち宇和島南IC - 宇和島坂下津IC間が開通。

## 関連書籍
- 板島橋―宇和島の予科練と平和への軌跡 木下博民著